# Gisela Arendt
Gisela Arendt, també coneguda com a Gisela Jacob-Arendt, (Berlín, Imperi Alemany 1918 - Bonn, Alemanya Occidental 1969) fou una nedadora alemanya, guanyadora de dues medalles olímpiques.

## Biografia
Va néixer el 5 de novembre de 1918 a la ciutat de Berlín, capital en aquells moments de l'Imperi Alemany i avui dia capital d'Alemanya. Fou germana de la també nedadora Heinz Arendt i mare del nedador Rainer Jacob.
Va morir el 18 de febrer de 1969 a la ciutat de Bonn, ciutat situada a l'estat de Rin del Nord-Westfàlia i que en aquells moments era capital de l'Alemanya Occidental.

## Carrera esportiva
Especialista de la modalitat de crol, va participar als 17 anys en els Jocs Olímpics d'Estiu de 1936 realitzats a Berlín (Alemanya nazi), on va aconseguir guanyar la medalla de plata en la prova dels relleus 4x100 metres lliures i la medalla de bronze en la prova dels 100 metres lliures.
Després de la Segona Guerra Mundial participà en els Jocs Olímpics d'Estiu de 1952 realitzats a Hèlsinki (Finlàndia), on va finalitzar setena en la prova dels relleus 4x100 metres lliures.
Al llarg de la seva carrera esportiva va aconseguir guanyar tres medalles en el Campionat d'Europa de natació, dues d'elles de plata.